# Dunedin Range
Dunedin Range – pasmo górskie w Górach Admiralicji w Ziemi Wiktorii w Antarktydzie Wschodniej.

## Nazwa
Nazwane przez Advisory Committee on Antarctic Names (tłum. „Komitet doradczy ds. nazewnictwa Antarktyki”) na cześć nowozelandzkiego miasta Dunedin powiązanego z ekspedycjami antarktycznymi .

## Geografia
Dunedin Range to pasmo górskie w Górach Admiralicji w Ziemi Wiktorii w Antarktydzie Wschodniej . Leży ok. 8 km na wschód od Lyttelton Range, rozciągając się z północy na zachód na przestrzeni ok. 37 km . Jego szerokość dochodzi do 6 km . 

## Historia
Pasmo zostało zmapowane przez United States Geological Survey (USGS) na podstawie badań terenowych i zdjęć lotniczych w latach 1960–1963 .